# Klippan (Sofa)

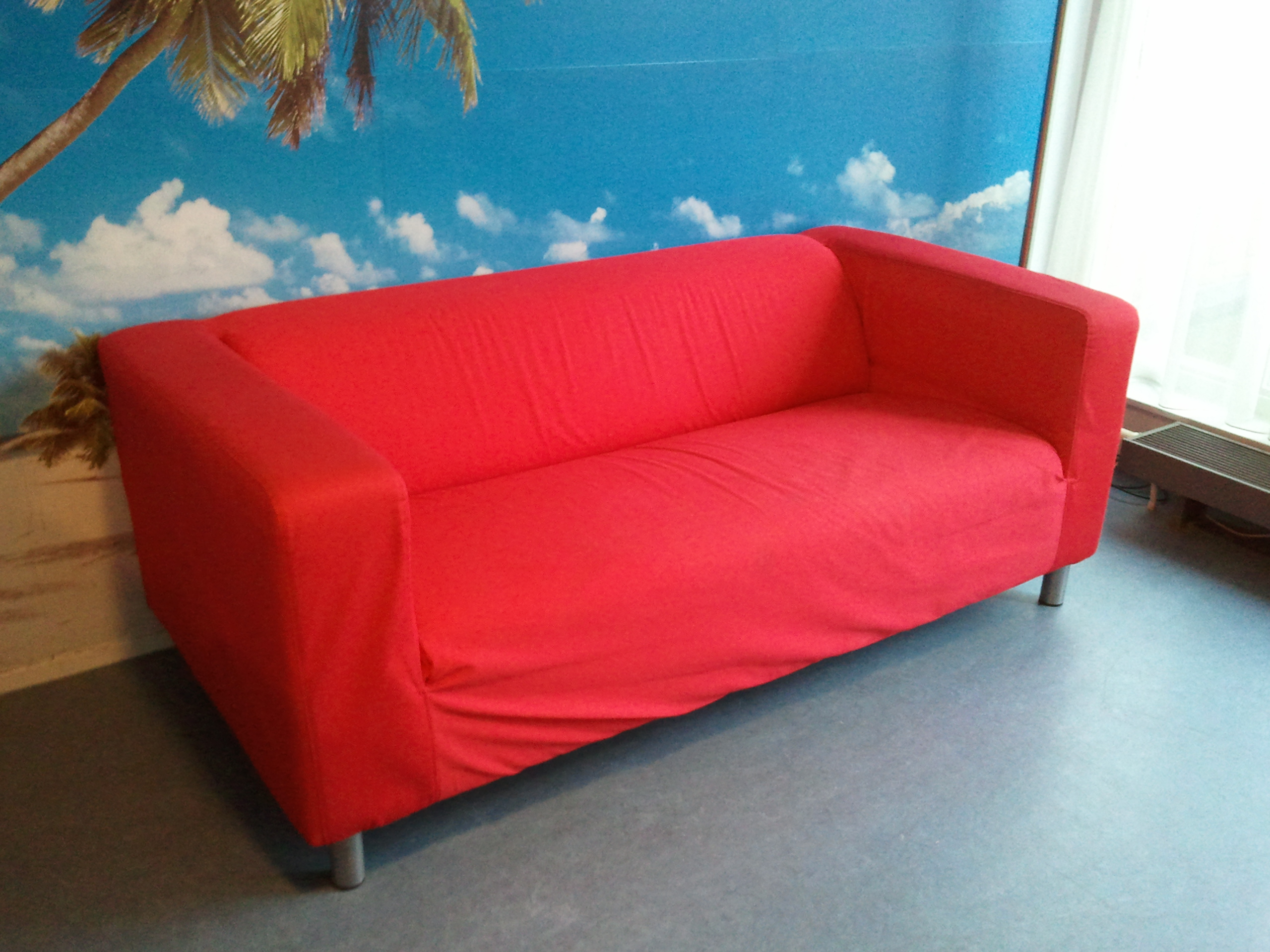
Klippan-Sofa, Stoffbezug rot

Klippan ist ein Sofamodell des schwedischen Möbelunternehmens IKEA. Es wurde in den 1970er Jahren von dem schwedischen Designer Lars Engman entwickelt und 1979 erstmals verkauft. Es wird seitdem ununterbrochen produziert und zählt zu den am meisten verkauften IKEA-Möbeln. Weltweit wurde das Klippan-Sofa allein zwischen 1998 und 2005 1,5 Millionen Mal verkauft.
„Das Klippan-Sofa verkörpert exemplarisch die IKEA-Saga: starkes Design, logistische Effizienz und ständige Kostensenkung.“ Es ist nach dem südschwedischen Ort Klippan benannt. 2017 wurde auch eine Miniaturversion des Klippan-Sofas für Hunde sowie ein Klippan-Puppenmöbel auf den Markt gebracht.

## Design

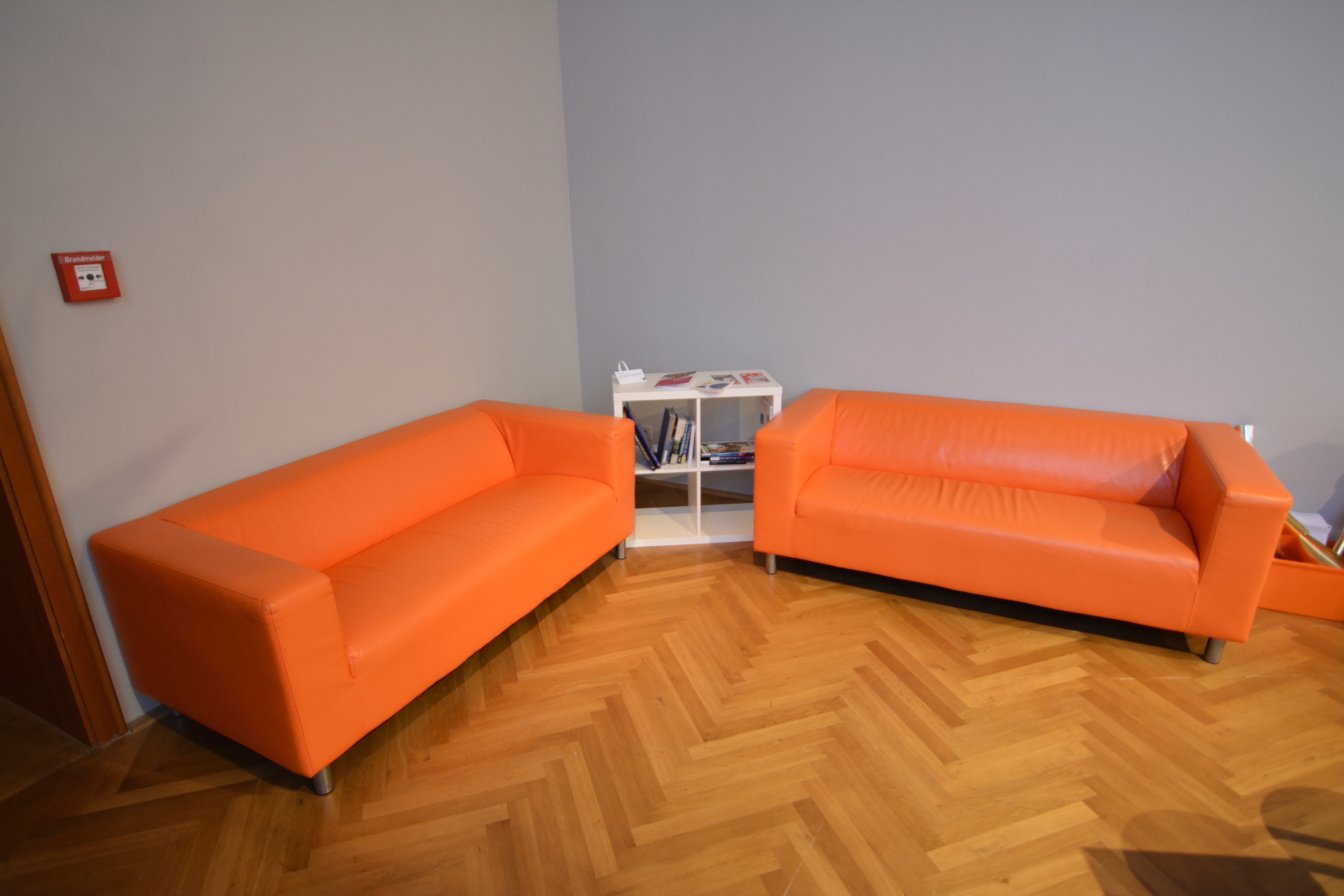
Klippan-Sofas, Leder orange

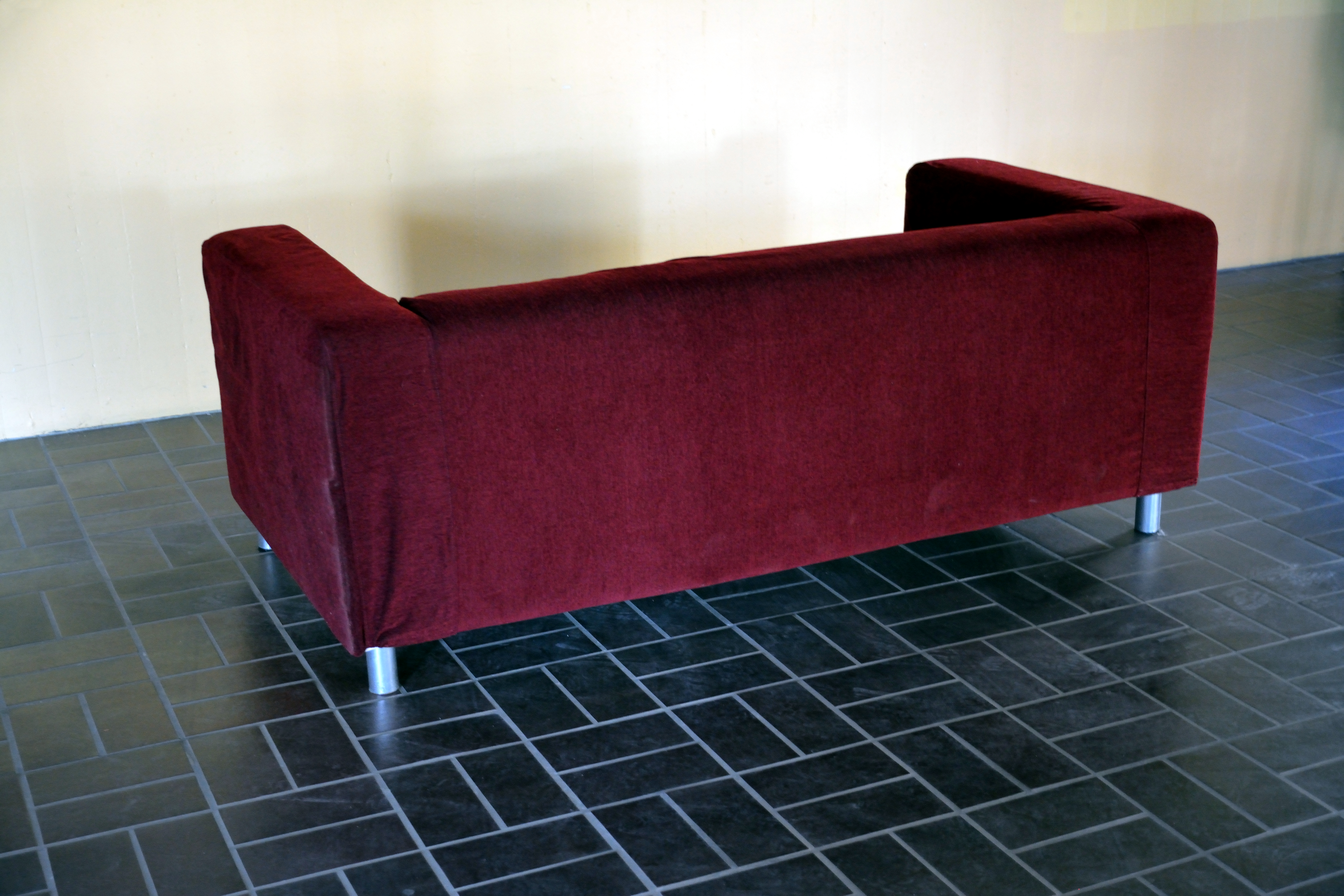
Klippan-Sofa, Rückansicht, Überzug aus rotem Samt

Die Grundform des Klippan-Sofa beruht auf einem flachgestreckten Quader, mit einer Einkerbung auf der Vorderseite, die die Sitzfläche bildet. Die Außenseiten stehen zueinander und zur Sitzfläche im rechten Winkel, lediglich die Rückenlehne ist zur Sitzfläche hin schräg angeordnet. Arm- und Rückenlehnen sind breit kubisch ausgeführt und bilden eine durchgehende Linie. Die Sitzhöhe ist vergleichsweise tief, die Rückenlehne niedrig. Die geradlinige Formgebung ohne auskragende oder ausladende Seiten- oder Rückenlehnen sorgt dafür, dass das Sofa sehr platzsparend eingesetzt werden kann und auch in kleinen Räumen oder Nischen Platz findet. Mit 1,80 m Gesamtlänge und 66 cm Höhe passt das Sofa problemlos durch gängige Türen.
Das Sofa besteht aus einem Untergestell, das zunächst aus Holz, später aus einer Kombination von Span- und Faserplatten ausgeführt wurde. Die Sitzfläche ist mit Sprungfedern aus Metall ausgestattet. Das gesamte Sofa ist mit einer weichen Polsterung aus Polyurethanschaum gleichmäßig überzogen. Darüber können verschiedene abnehmbare Hussen gelegt werden. IKEA bietet diese Überzüge auch einzeln, teilweise als limitierte Ausgaben an (z. B. im Jahr 2018 den Bezug Lyskraft). Daneben bieten andere Firmen passende Hussen als IKEA-Hack an, so dass das Sofa je nach Vorliebe oder Einrichtungsstil angepasst werden kann. Lediglich Ausführungen mit Lederbezug haben eine feste Verbindung zwischen Untergestell, Polsterung und Bezugsmaterial. Das Sofa steht auf vier Füßen, ursprünglich spitz zulaufend und aus lackiertem Holz, mittlerweile zylindrisch aus Aluminium.

## Geschichte
Designer Lars Engman entwarf das Klippan-Sofa in den 1970er Jahren als robustes und kinderfreundliches Möbelstück, nach seinen Angaben, nachdem seine kleine Tochter mit ihren Freunden innerhalb weniger Monate ein teures italienisches Sofa ruiniert hatte. Der Entwurf sah deshalb weiche Formen und Kanten vor, die auf einem stabilen Untergestell montiert und mit abnehmbaren und waschbaren Bezügen überzogen waren.
1998 ließ IKEA als Weihnachtsgeschenk für seine Mitarbeiter eine Miniatur im Maßstab 1:6 durch das Vitra Design Museum anfertigen. Vitra fertigte 8000 Exemplare der Miniatur an, die wie das Original einen abnehmbaren Bezug hat, mitgeliefert wurde ein kleines Holzstäbchen, mit dem der Bezug in die Polsterzwischenräume geschoben und in Form gebracht werden konnte.
Im Jahr 2004 wurden die Bestandteile des Sofas so überarbeitet, dass die Teile in einer flachen Schachtel Platz finden und der Kunde das Möbelstück zuhause selbst zusammensetzen kann, indem Arm- und Rückenlehne so gestaltet wurden, dass sie separat transportiert und anschließend in die Sitzfläche eingesteckt werden können, wo sie fest einrasten. Damit konnte die Transportkapazität für Klippan-Sofas verdoppelt werden. IKEA bietet Klippan als Zweisitzer an, eine Version als Viersitzer wurde nur zwischen 2006 und 2007 angeboten.
Zur Eröffnung des IKEA-Museums in Älmhult im Jahr 2016 bat IKEA seine Kunden, persönliche Erinnerungen und Geschichten zu den beiden IKEA-Klassikern Billy und Klippan zu teilen. Im selben Jahr schockierte IKEA die deutschen Kunden mit der Ankündigung, das Sofa in Bielefeld umzubenennen, was sich jedoch als Aprilscherz herausstellte.

## Herstellung
Ursprünglich wurde Klippan in Schweden hergestellt, schon nach kurzer Zeit wechselte IKEA jedoch den Produktionsstandort und ließ das Modell in Polen produzieren, um Kosten zu sparen. Im Jahr 2005 wurde Klippan an mittlerweile zehn Standorten hergestellt, um die weltweit starke Nachfrage jeweils vor Ort zu befriedigen (fünf Hersteller in Europa, drei in den USA sowie zwei in China).
In der damaligen DDR produzierte eine Reihe von Firmen zahlreiche Wirtschaftsgüter für den „Westen“, so auch für IKEA. Nach Angaben ehemaliger Mitarbeiter des Möbelkombinats Dresden-Hellerau wurde in der DDR-Haftanstalt Waldheim ab 1975 unter anderem auch das Sofa Klippan von Häftlingen hergestellt. Wie sich aus den Unterlagen des ehemaligen Ministeriums für Staatssicherheit der DDR („Stasi“) ergibt, war IKEA zwar darauf bedacht, nicht von Häftlingen, insbesondere nicht von politischen Gefangenen, produzieren zu lassen, konnte dies jedoch trotz eines eigenen Büros in der DDR-Hauptstadt Ost-Berlin nicht effektiv kontrollieren. Im Jahr 1984 gingen bei IKEA laut den Stasi-Unterlagen Drohbriefe ein, die unter anderem die Produktion des Klippan-Sofas durch Häftlinge anprangerten, nachdem 1983/1984 in der westlichen Öffentlichkeit die Produktion von IKEA-Möbeln in DDR-Haftanstalten bekannt geworden war. In der Folge versuchte IKEA, genaueren Einblick in die Produktionsbedingungen zu erhalten. Die DDR war ihrerseits daran interessiert, IKEA als Abnehmer von Wirtschaftsgütern nicht zu verlieren. Die durch die Stasi im Ostberliner IKEA-Büro installierte IM „Ilona Henke“ beschrieb dieses Dilemma so: „IKEA geht nicht von der Vermutung ab, daß genanntes Modell [‚Klippan‘ / CS] in Waldheim eben von Haftinsassen nach wie vor produziert werden könnte. […] Da dieses Modell in den IKEA-Versandhäusern mehrerer Länder vertrieben wird, wäre es echt nicht angebracht, es zu irgendeinem Zeitpunkt zum Nachweis kommen zu lassen, daß an der Produktion dieses Modells evtl. Haftinsassen beteiligt sind. Es bedarf sicher keiner Polemik darüber, daß es als ein gefundenes Fressen für hochstilisierte politische Spektakel, nicht nur gegen den Industriezweig Möbel, sondern gegen die Politik der DDR ausgeschlachtet würde.“ Der Generaldirektor des VEB Sitzmöbelwerk Waldheim, der zum Möbelkombinat Dresden-Hellerau gehörte und in einem Betriebsteil Häftlinge beschäftigte, versicherte dem schwedischen Konzern, er werde künftig keine Möbel mehr aus Waldheim bekommen, die Produktion werde in einen anderen Betriebsteil verlagert. Ein IM berichtete der Staatssicherheit jedoch, dass Klippan sehr wohl weiterhin von Häftlingen in Waldheim hergestellt werde; eine Betriebsbesichtigung, wie IKEA sie gefordert hatte, müsse verhindert werden.
Das Sitzmöbelwerk Waldheim verursachte mehr Reklamationen als andere Möbelproduzenten in der DDR. Ob die Ursache der Produktionsmängel an der unzureichenden Ausbildung von Häftlingen lag, sie Sabotage betrieben oder die Mängel eine andere Ursache hatten, ist ungeklärt. Neben Klippan stellte das Werk für IKEA die Sofa-Eckgarnitur Alvajo her.